# Erhard Paskuda
Erhard Paskuda (* 19. September 1922 in Ratibor, Oberschlesien; † 1. Juli 2012) war ein deutscher Maler.

## Leben und Karriere
Paskuda verbrachte seine Schul- und Jugendzeit in Oberschlesien. Er studierte Malerei an der Akademie der Bildenden Künste München. Er war Meisterschüler bei Professor Hans Gött.
Er war Mitglied der 1959 gegründeten Freien Münchner und Deutsche Künstlerschaft. Über 50 Jahren gestaltete er die Kulturszene Münchens mit. Er lebte in Haidhausen. Er war mit der Schweizer Künstlerin Sylvie de Muralt (1936–2009) verheiratet.
Sein Stil ist stark vom späten Expressionismus als auch von der Pittura metafisica beeinflusst. Die Farbgebung seiner Ölgemälde ist stark, oft dunkel. Die Großstadt, die Einsamkeit und die ewige Suche sind die Motive seiner Bilder, die oft einen Architekturbezug haben.
Im Auftrag der Stadt Pfaffenhofen an der Ilm malte er ein Porträtgemälde des Bayerischen Staatsministers Hans Eisenmann.

## Ausstellungen
- 1968: Beteiligung „Künstler aus Schlesien“ Nassauischer Kunstverein, Wiesbaden
- 1989: Beteiligung mit zwei Bildern an der Großen Kunstausstellung München, Haus der Kunst
- 1992: Beteiligung „Das Loch“  Pavillon Alter Botanischer Garten; München
- 1993: Beteiligung „Wehret den Anfängen“ Pavillon Alter Botanischer Garten; München
- 1994: Beteiligung an einer Ausstellung in der Galerie im Rathaus München[2]
- 1997: Beteiligung an der Ausstellung „Körper“, Pavillon Alter Botanischer Garten;  München
- 2000: Paskuda war mit einem Bild auf der Großen Kunstausstellung München, Haus der Kunst[3] vertreten.
- 2003: Sonderausstellung im Oberschlesischen Landesmuseum[4]

## Preise
- 1975: Oberschlesischer Kunstpreis
- 2003: Seerosenpreis der Landeshauptstadt München

## Schüler
- Stefanie von Quast[5]